# Aristida brevissima
Aristida brevissima är en gräsart som beskrevs av L.Liou. Aristida brevissima ingår i släktet Aristida och familjen gräs.
Artens utbredningsområde är Tibet. Inga underarter finns listade i Catalogue of Life.